# Orthonama albipuncta
Orthonama albipuncta là một loài bướm đêm trong họ Geometridae.